# Darent

De Darent en de andere rivieren van Kent

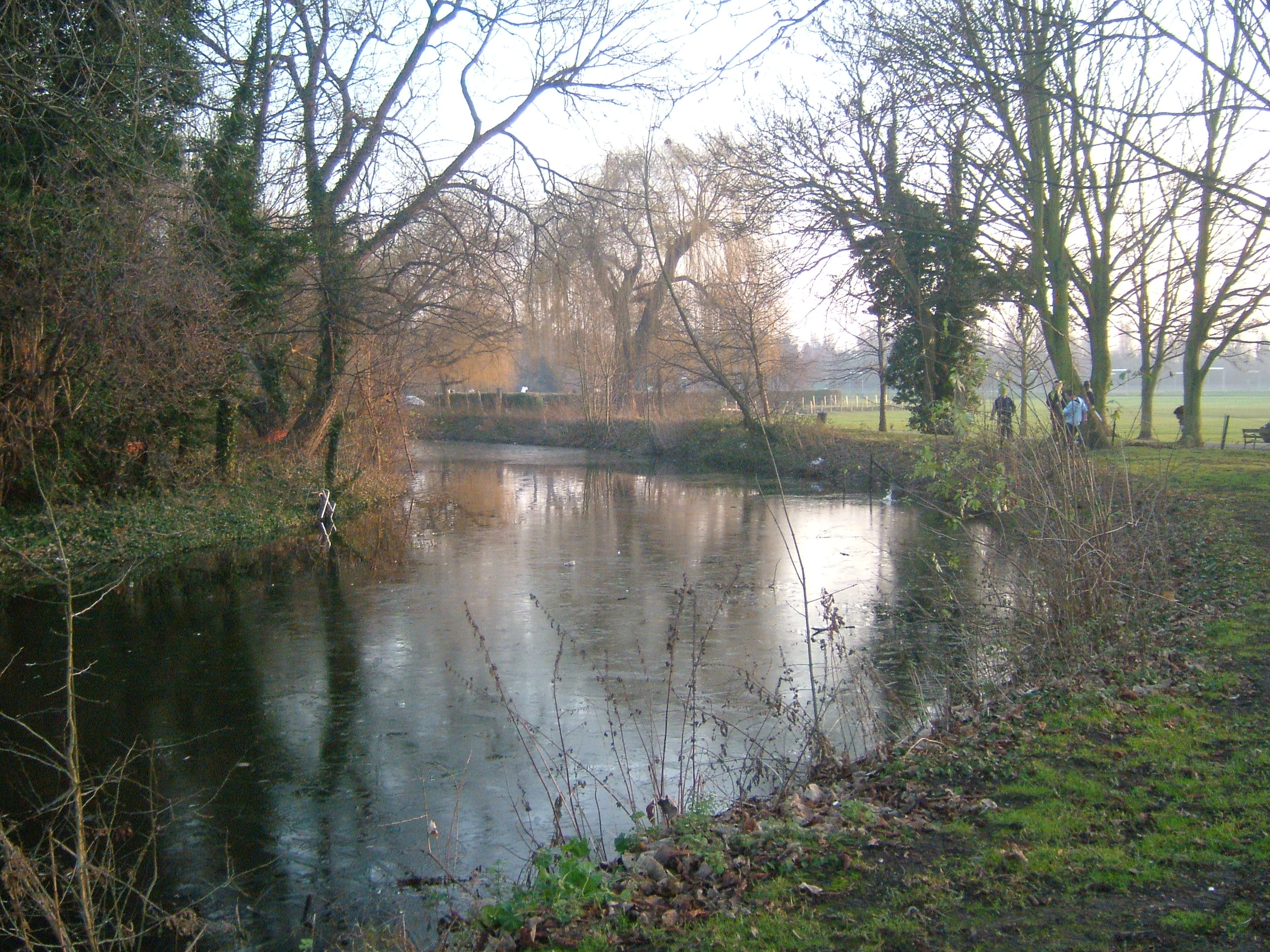
De Darent in het 'Central Park' van Dartford

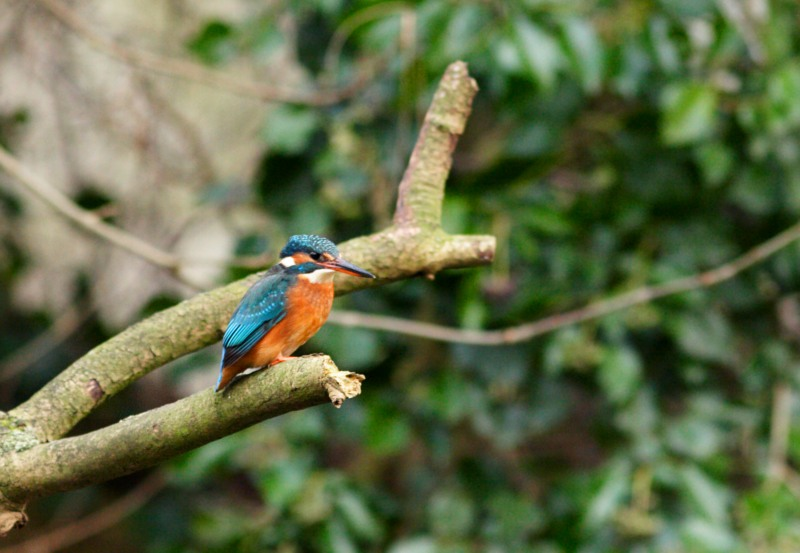
IJsvogel boven de Darent bij Lullingstone Castle

De Darent is een zijrivier van de Theems in het Engelse graafschap Kent. De naam zou afgeleid zijn uit het Keltisch en zou 'rivier waar eiken groeien' betekenen. Het deel onder invloed van de getijden wordt Dartford Creek genoemd.
De rivier ontstaat uit meerdere bronnen in de zandsteenheuvels ten zuiden van Westerham in Kent. Nabij Limpsfield Chart in Surrey stroomt zij eerst 34 km naar het oosten, om dan noordwaarts langs de dorpen Otford en Shoreham en het kasteel en de Romeinse villaruïne van Lullingstone te stromen. Verder gaat het door Eynsford, Farningham, Horton Kirby, South Darenth, Sutton-at-Hone, Darenth, en de stad Dartford. Ten noorden van Dartford ontvangt de Darent de Cray als linkse zijrivier en stroomt door de Dartford Marshes en de Crayford Marshes, waar zij de grens vormt tussen Greater London and Kent. De Darent stroomt in de Theems bij Crayford Ness.
De rivier is over vrijwel haar gehele lengte een smalle en rustige waterloop, wat in tegenspraak lijkt met de breedte van de vallei die zij heeft uitgesleten. Blijkbaar was de oorspronkelijke Darent een veel grotere rivier, maar wellicht heeft de Medway door erosie van het krijt van de North Downs en de westelijke Weald, een groot deel van het debiet afgeleid.
Nabij de monding bevindt zich de Darent Flood Barrier. De twee valdeuren van 160 ton kunnen worden neergelaten als de zee (via de Theems) het hinterland dreigt te overstromen.
Zoals de naam suggereert was Dartford ('Tarentefort' in het Domesday Book) van oorsprong een doorwaadbare plaats in de Darent, waar de weg van Londen naar de Kentse kust de rivier kruiste.